# 熊鼎
熊鼎（？—1375年），字伯潁，臨川人。
元末舉於鄉，任職於龍溪書院。江西寇亂，熊鼎結合鄉兵自守。陳友諒屢次威脅他，不應。鄧愈鎮守江西，好幾次召見他，奇其才，推薦給朝廷。授德清縣丞、浙江按察司僉事，官至刑部主事。洪武八年（1375年），任鼎岐寧衛經歷，西部朵兒只班率部落內附，既降复叛。與知事杜寅俱被殺。朱元璋知道後，深覺惋惜，命葬於黃羊川（甘肅省武威市古浪縣黄羊川鎮），立祠紀念之。